# Esplas
Esplas (okzitanisch Esplàs) ist eine französische Gemeinde mit 105 Einwohnern (Stand 1. Januar 2022) im Département Ariège in der Region Okzitanien. Sie gehört zum Arrondissement Pamiers und zum Kanton Portes d’Ariège.

## Geographie
An der südwestlichen Gemeindegrenze verläuft das Flüsschen Latou, im Osten die Aure.
Nachbargemeinden sind Brie im Norden, Saverdun im Nordosten, Unzent im Osten, Saint-Martin-d’Oydes im Süden und Durfort im Westen.

## Bevölkerungsentwicklung
| Jahr      | 1962 | 1968 | 1975 | 1982 | 1990 | 1999 | 2008 | 2015 |
| --------- | ---- | ---- | ---- | ---- | ---- | ---- | ---- | ---- |
| Einwohner | 113  | 96   | 94   | 104  | 72   | 93   | 92   | 98   |